# Белохохлая поганка
Белохохлая поганка (лат. Rollandia rolland) — вид птиц из рода ролландии семейства поганковыx. Выделяют три подвидаv.

## Описание
Длина тела белохохлой поганки составляет от 24 до 36 см. Размах крыльев — от 12,9 до 14,5 см. Масса — от 262 до 269 г. Самцы немного крупнее самок и их клюв немного длиннее.

## Распространение
Обитает в Южной Америке (Бразилия, Аргентина, Боливия, Парагвай и на Огненной Земле).

## Образ жизни
Живёт на пресных озерах. Питается мелкой рыбой. 

## Размножение
Выводок 1—4 птенца, но чаще 2. Размножаются 1 раз в год.